# Jacek Cygan

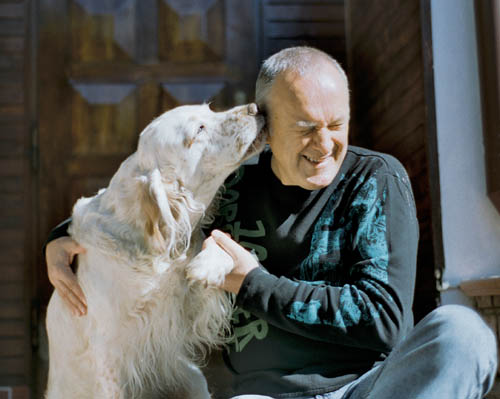
Jacek Cygan

Jacek Cygan, född 6 juli 1950 i Sosnowiec, är en polsk sångtextförfattare och poet. Han studerade i Warszawa vid den militära tekniska högskolan Wojskowa Akademia Techniczna (WAT). Han inledde sin verksamhet som sångtextförfattare redan under studietiden.
Cygan skrev texten till To nie ja, Polens bidrag i Eurovision Song Contest 1994, som framfördes av Edyta Górniak. Bidraget blev tvåa i finalen i Dublin efter Irlands Paul Harrington och Charlie McGettigan. Låten är det första polska bidraget i tävlingen någonsin och Polens största framgång i Eurovision Song Contests historia. Med denna andraplats gjorde Polen en av de högst placerade debuterna någonsin i tävlingen.